# Pebbles (musikalbum)
Pebbles är debutalbumet av den amerikanska sångaren, låtskrivaren och musikproducenten Pebbles, utgivet av MCA Records den 16 november 1987.
Lanseringen av Pebbles genererade tre musiksinglar— "Girlfriend", "Mercedes Boy" och "Take Your Time"— som nådde topp-fem på amerikanska R&B-listan Hot Black Singles. Den förstnämnda blev den framgångsrikaste R&B-singeln av en kvinnlig musiker 1988 och nådde även topp-fem på den prestigefyllda poplistan Billboard Hot 100 tillsammans med "Mercedes Boy". Albumets fjärde singel, "Do Me Right", blev en sleeper hit i USA under hösten 1988.

## Bakgrund
Pebbles, född Perri Arlette McKissack i San Francisco, växte upp i ett fattigt familj med en ensamstående mor. Fattigdomen gjorde henne från tidig ålder motiverad att följa sina drömmar att bli artist. Under skolgången medverkade hon i flera talangtävlingar och satte även samman dansgrupper med klasskamrater. Under high school fokuserade Pebbles på sång med studier inom opera och balett. Under denna period upptäcktes hon som 16-åring av musikern Bill Summers, trumslagare åt Herbie Hancock och frontfigur för Summers Heat, som bland annat skapat musik för TV-serien Roots. Summers tog Pebbles till en inspelningsstudio där hon fick höra sin egen inspelade sångröst för första gången vilket fick henne att gråta av lycka. Summers erbjöd henne därefter ett produktionsavtal. Det ledde till samarbete med R&B-gruppen Con Funk Shun, vilka hon hjälpte att skriva låten "Body Lovers" (1981). Hon träffade även gruppen Sister Sledge och blev ombedd att uppträda med dem på Disneyland. Planerna på en solokarriär blev inte av eftersom Pebbles blev gravid med dottern Ashley. Pebbles och barnets far gifte sig i samband med graviditeten men separerade efter ett år.

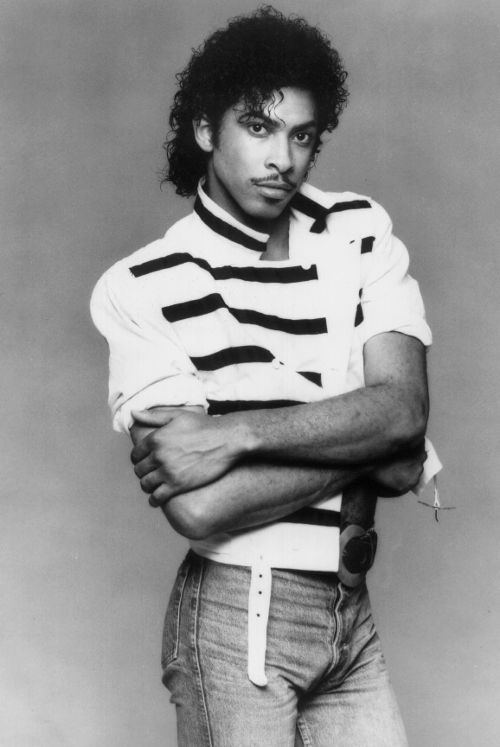
André Cymone, som producerade Pebbles Love/Hate.

Medan Pebbles arbetade på en mäklarfirma i Oakland, Kalifornien 1985, träffade hon entreprenören och managern George L. Smith som hon senare gifte sig med. Smith hjälpte henne med en karriär inom musik och finansierade demolåten "Mercedes Boy" samt en medföljande musikvideo till ett värde av 80 000 dollar. Pebbles träffade Marvin Robinson, chef för en lokal radiostation i Oakland, som introducerade henne för anställda på skivbolaget MCA Records. Skivbolagscheferna Louil Silas Jr. och Jheryl Busby gillade musikvideon för "Mercedes Boy" och imponerades både av den ovanliga pitchen och Pebbles driv och erbjöd henne ett skivkontrakt. Som helt ny artist såg MCA till att hon fick exponering genom att inkludera henne på soundtrackalbumet till den amerikanska actionkomedin Snuten i Hollywood II som hade biopremiär hösten 1987. Hennes bidrag till albumet var "Love/Hate", producerad av Jody Watley-producenten André Cymone. Låten, som spelades i filmen, gavs ut som en singel i samband med filmen och kom i rotation på amerikanska radiostationer.

## Inspelning och koncept
Under skapandet av albumet var Pebbles aktivt involverad och hade en klar uppfattning om hur hon ville bli uppfattad som artist. I en intervju kommenterade hon: "Som tur var gavs jag mycket självbestämmande under skapandet av det här albumet och kunde ta det dit jag ville." Pebbles ville uppfattas som en artist som inte använde "plojer" för att sälja och som uppfattades projektera realism och positiv attityd.

## Komposition och teman
Pebbles inleds med Babyface och Reid-kompositionen "Girlfriend" vilken, enligt Bob Long från Cash Box, hade "ultramodern" groove och jordnära låttext som var tongivande för resten av albumet. Nästa spår, "Two Hearts", producerades av gitarristen Paul Jackson Jr. och Alex Brown. "First Step (In the Right Direction)" skapades av Danny Sambello och Brown. Pebbles skrev själv "Slip Away" och ansågs av Long ge prov på sin "utomordentliga förmåga att kommunicera känslor ärligt och passionerat."

## Titel och omslag
Inför skapandet av debutalbumet var det viktigt för Pebbles att ha en vuxen och mogen image. I en intervju med Los Angeles Times sade hon: "Jag är inte ung och dum. Kanske vissa ser på mig så. Visst, jag pratar om kläder och smink och sånt, men gör inte misstaget och tro att jag är korkad och inte kan sköta mina affärer." Hennes artistnamn var dock något som en del musikjournalister hakade upp sig på, något hon svarade på i en intervju: "Det är det enda med mig som kan ses som löjligt eller plojigt. Min gudfar gav mig det smeknamnet när jag var tio. Namnet kommer från karaktären i familjen Flinta. Det har hängt kvar hela livet. Jag ser egentligen inte ut som en Pebbles, men namnet har hängt kvar."
Omslaget till albumet, där Pebbles är fotograferad med sitt naturliga lockiga hår, genererade rykten och spekulationer att hon egentligen hade en peruk för att framstå som afroamerikan. Hennes mor och far som båda var blandfolk- med hälften vitt och hälften svart påbrå, och hon blev ofta förväxlad med att vara vit under albumlanseringen. I en intervju kommenterade hon: "Jag är en svart kvinna- gör inte misstaget och tro något annat. Vissa kanske tror att jag är vit tills dom hör mig prata. Jag har aldrig försökt dölja vem jag är. Folk törs ofta inte fråga, men jag har inget problem att prata om det."

## Utgivning och marknadsföring
I november 1987 anordnade MCA en tillställning för nyckelpersoner i musikbranschen och musikjournalister att på förhand lyssna på Pebbles. Cash Box beskrev tillställningen som lyckad då alla besökare gav ovationer till både albumet och Pebbles. Den 6 mars 1988 var Pebbles en av de uppträdande gästerna för tvåårsjubileet av radiostationen Power 106/LA. Tillställningen, som hade en publik på 10 000, hölls vid The Palace i Los Angeles och presenterades av Little Richard.

## Mottagande

### Kritikers respons
Efter utgivningen av Pebbles noterade Los Angeles Times: "Likt de flesta kvinnliga dansmusiksångarna tas inte Pebbles seriöst som vokalist. På albumet är hennes sång vare sig stark eller distinkt utan låter istället som att den manipulerats med hjälp av teknik. Men sådan är trenden inom musiken just nu. Det är inte Aretha Franklin-typerna som har alla dessa smash-hits. Pebbles är onekligen vacker, vilket är en fördel i branschen." I en intervju med tidskriften menade Pebbles att hennes utseende också hade nackdelar. Hon kommenterade: "När man är söt så tror folk att man inte kan sjunga. Det är något jag tvingats motbevisa hela mitt liv. Jag sjunger bättre än vad folk ger mig erkännande för. Jag kan sjunga bra live också."
Billboard-journalisten Bill Coleman trodde att kvaliteten på Pebbles skulle komma att förvåna en del och kommenterade: "Det finns åtminstone tre eller fyra framtida singlar att välja mellan. Rekommenderad till dansgolvet är medryckande pop/funkdängan 'Mercedes Boy', 'Take Your Time', 'First Step (In the Right Direction)' och vår favorit, R&B-betonade 'Do Me Right'. Med rätt remixer och postproduktioner kan Cherrelles kusin bli en storspelare på dansmusikmarknaden 1988." Bob Long från Cash Box var positiv till albumet i hans recension och skrev: "Med sitt Pebbles-album visar hon fler talangfulla sidor som både låtskrivare och sångare. Hennes säkra sångframförande matchar hennes genuina känslomässiga ärlighet, vilket gör debutalbumet till en ytterst minnesvärd upplevelse. Det kommer med säkerhet etablera henne som en av de främsta kvinnliga sångarna framöver. Den här unga tösen har allt: talang, skönhet, charm, karisma, beslutsamhet."

## Arv och inverkan
Pebbles var en av de största nya artisterna 1987 enligt Radio & Records. År 2017 rankade webbplatsen Albumism Pebbles på sin lista 20 Albums from the New Jack Swing Era That Still Sound Great Today. Musikjournalisten Steven E. Flemming, Jr. skrev: "Perri 'Pebbles' Reid berättar ofta att hon hade en specifik vision när hon träffade cheferna vid MCA Records. När man spelar hennes debut från 1987 märker man det tydligt. Pebbles var ett ovanligt album från sena 1980-talet som trots att det hade en armé av musikproducenter var självmedvetet och sammanhängande med tillbakalutad sofistikation." Flemming Jr. konstaterade att det hade varit lätt för Pebbles att försvinna i bakgrunden med så många människor inblandade i projektet men att hennes personlighet istället sken igenom de "funkiga kulisserna". Han lyfte särskilt fram albumspåren "Two Hearts", "Slip Away" och "Take Your Time" som höjdpunkter från albumet. Flemming Jr. motiverade inkluderingen av Pebbles på listan med att skriva:
| ” | Trettio år efter att hon anlände i sin Benz har de flesta glömt att hon var endast en av en handfull kvinnliga R&B-artister som lyckades att toppa poplistorna. Tack vare framgångarna med hymner som 'Girlfriend' och 'Mercedes Boy', vilka hjälpte definiera decenniet, fick albumet platinastatus och lade grundarbetet för många andra kvinnliga dansmusiksångare att följa. Likt kusinen Cherrelle hade Pebbles den typ av sångröst som inte var den starkaste, men som var söt och hade vältalig förmåga att berätta historier. På sitt eget vis lyckades Pebbles knuffa new jack swing till framkanten för andra kvinnor, något hon tyvärr sällan får mycket erkännande för. Det blir rätt uppenbart när man ser tillbaka att hon var hela paketet, särskilt idag när många sångerskor kämpar att stanna kvar efter endast en eller två musiksinglar. [Pebbles var] självsäker, orädd och sexig samtidigt som hon var musikaliskt intressant. | „ |

## Låtlista
Information hämtad från Discogs
| 1. | "Girlfriend"                          | L.A. Reid, Babyface              | Reid, Babyface | 6:43 |
| 2. | "Two Hearts"                          | Paul Jackson, Jr., Judy Wieder   | Jackson, Jr.   | 4:24 |
| 3. | "First Step (In the Right Direction)" | Danny Sembello, Michael Sembello | Alex Brown     | 4:38 |
| 4. | "Take Your Time"                      | Danny Sembello, Donnell Spencer  | Charlie Wilson | 5:23 |
| 5. | "Slip Away"                           | Pebbles, Danny Sembello          | Brown          | 5:11 |

| 6.  | "Mercedes Boy"                           | Pebbles                      | Wilson | 4:55 |
| 7.  | "Do Me Right"                            | Michael Cooper, Gerald Lamar | Wilson | 4:49 |
| 8.  | "Love/Hate" (från Snuten i Hollywood II) | André Cymone, Julian Jackson | Cymone | 5:28 |
| 9.  | "Baby Love"                              | Pebbles, Jay Logan           | Wilson | 4:16 |
| 10. | "Give Me Your Love"                      | Pebbles, Jay Logan           | Wilson | 4:53 |

## Topplistor
| Lista (1988)                         | Högsta position |
| ------------------------------------ | --------------- |
| Kanada Top Albums/CDs (RPM)          | 43              |
| Nederländerna (Album Top 100)        | 56              |
| Storbritannien UK Albums Chart (OCC) | 56              |
| USA Billboard Top Pop Albums         | 37              |
| USA Top Black Albums (Billboard)     | 12              |

| Lista (1988)                     | Högsta position |
| -------------------------------- | --------------- |
| USA Billboard Top Pop Albums     | 36              |
| USA Top Black Albums (Billboard) | 13              |

## Certifikat och försäljningssiffror
| USA (RIAA)                                                                     | Platina | 1 000 000^ |
| ^ avser siffror baserade på certifikat × avser siffror baserade på försäljning |         |            |